# 광주기독병원
광주기독병원(光州基督病院, Kwangju Christian Hospital)은 광주광역시 남구 양림로 37(구. 양림동 264번지)에 위치한 540 병상 규모의 기독교계 종합병원이다. 1905년 11월 20일 미국 남장로교회 의료선교사 놀란(Dr. J. W. Nolan)이 제중원(濟衆院)이라는 이름으로 진료소를 열고 9명의 환자를 진료한 것이 시작이 되었다. 1940년에 문을 닫고, 1951년에 광주제중병원이라는 이름으로 개소하여 지금에 이른다. 전라남도 지역 내 모자보건센터를 총괄하는 모자보건종합센터를 운영하고 있다. 군(郡) 모자보건요원의 교육과 기술지도를 하고 있다.   
2025년 기준으로 29개 진료과, 총 545병상 규모에 1,000여 명의 직원이 근무하는 중대형 종합병원이다. 5.18 사적지 제10호로 지정되었다. 

## 역사

### 일제강점기
광주기독병원은 1905년 11월 8일 미국 남장로교 소속 의료선교사 조셉 와인 놀런(Joseph Wynne Nolan, 1880-1954)이 유진 벨(Eugene Bell) 선교사의 임시사택에서 진료소 시설을 준비한 후 11월 20일 오후에 진료소 문을 열고 9명의 환자를 진료함으로써 개소하였다. 이때 제중원(濟衆院)이라는 이름으로 설립되었다. 제중원이라는 이름은 1885년 미국 북장로교회 소속 의료선교사 호러스 뉴턴 알렌이 서울에 세운 최초의 근대 의료기관의 이름으로, 본래 국가가 백성에게 인정을 베푼다는 의미의 논어의 '박시제중'(博施濟衆)에서 따온 것이었다. 병원에는 첫 6개월간 약 2,500명의 환자가 방문하여 치료를 받았다. 환자를 치료하는 과정에서 놀란은 이비인후과 전문 수련의 필요성을 느끼고 돈을 벌기 위해 1907년 4월 1일에 운산광산 진료소로 사역지를 옮김에 따라 잠시 문을 닫았다.
1908년 2월에는 새로 인준된 의료선교사인 로버트 M. 윌슨(한국이름 우월순)이 부임했다. 1911년에는 미국인 찰스 에드거 그레이엄(Charles Edgar Graham)이 작년에 사망한 딸 엘렌-라빈 그레이엄(Ellen Lavine Graham)을 기념하여 8,000달러를 지원함으로써 3층 회색 벽돌 건물인 엘렌-라빈 그라함 병원이 건립되어 병원의 외형과 규모가 본격적으로 갖춰졌다. 건물은 3년간의 조사 후 한국의 건축선교사 아서 톰슨(Arthur Thompson)이 지하실이 있는 2층 구조로 지었는데, 온돌 병실이 설치되었다.
초기에는 나병환자 진료와 결핵 치료, 전염병 대응에 중점을 두었다. 1912년에는 나환자 전용 거주지인 광주나병원을 세우고, 본격적인 한센병 환자 치료에 돌입하였다. 서서평(Elise J. Shepping) 역시 입국하여 간호사역을 시작했다.

1929년에는 변마지(Margaret Pritchard) 선교사가 부임하여 1932년에 간호부양성소를 설립했다.

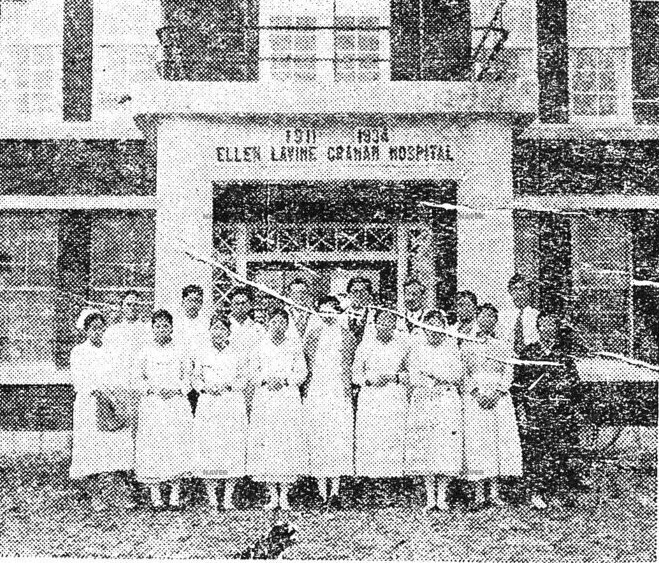
1935년 새로운 진료소 앞에서 촬영한 사진

1933년 10월 치과실험실로부터 시작된 화재로 병원 건물이 화재로 전소되었으며, 이듬해 중앙난방시설을 갖춘 2층 건물로 재건되었다. 당시 로버트 M. 윌슨 선교사가 나환자들과 함께 여수에 지은 애양원으로 옮긴 뒤, 1930년부터 3대 원장인 부란도(L.C.Brand) 선교사가 결핵 퇴치를 과업으로 삼았다. 1936년에는 38선 이남 최초의 결핵전용병동이 세워졌고, 1937년에는 간호사기숙사가 세워졌다. 부란도는 1938년 1월 그는 환자 진료중 결핵에 감염되어 숨졌다. 같은해 대한예수교장로회가 신사참배에 동참하며 9월 28일 남장로회 선교사들이 노회에서 탈퇴하였다. 이후 1940년에 남장로회 선교사들이 운영을 지속하지 못하게 되자 어려움 끝에 10월에 문을 닫았다.

### 광복 이후
광복 이후 2대 원장이었던 로버트 M. 윌슨이 1946년 1월 15일에 도착하여 남장로교 선교를 재개하기 위한 검토를 시작하였고, 이듬해 의료선교를 재개하기 위해 구바울(Paul S. Crane)과 변마지를 다시 파견하였다. 1949년 입국한 고허번(H.A. Codington) 선교사에 의해 1951년 광주제중병원이라는 이름으로 재개원되었다. 처음에는 결핵전문병원으로 개원한 것이었으나, 전후 구호물자 배급 창구의 기능도 함께 하였다.
의료 수요가 늘어남에 따라 결핵전문병원에서 종합병원으로 발전하였다. 1965년에 의사수련병원으로 인가를 받아 교육기관으로 발전하였다. 1968년에는 본관 증축과 함께 종합병원으로 전환되었고, 1970년에는 재단법인 광주기독병원으로 등록하였다. 1980년 5·18 광주 민주화 운동 당시에는 부상당한 시민들을 치료하였고, 이러한 행적으로 인해 5·18 사적지10호로 지정되었다. 1980~90년대를 거치며 각 진료과와 병동, 수술실이 확충되었고, 2000년에는 통합의료정보시스템(OCS)을 개통하며 의료정보 전산화의 기반을 마련하였다.
2003년에는 전인치유병동(호스피스 병동)을 개설하였고, 2010년대에는 응급센터 음압격리병실, 신생아집중치료지역센터, 로봇수술센터, 감염병 전담병원 등의 현대적 시설이 잇달아 신설되었다. 특히 2020년 코로나19 팬데믹 시기에는 국민안심병원으로 지정되었고, 중증 및 준중증 치료 병상을 운영하였다.
2024년에는 제14대 이승욱 병원장이 취임하였으며, 같은 해 광주 동남권 지역 책임의료기관으로 지정되었다. 2025년에는 개원 120주년을 맞아 ‘놀란하우스’를 개소하고, 대외진료협력센터를 확장 이전하였다.